# Nagayo Yoshirō

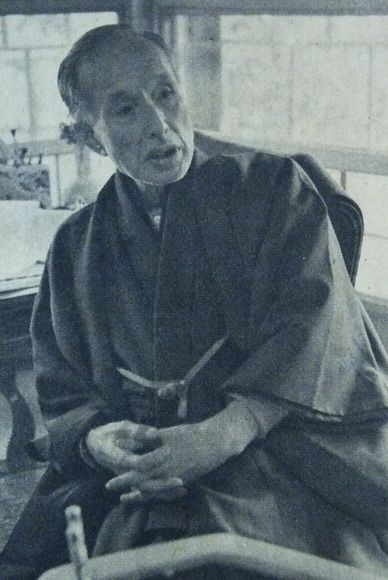
Nagayo Yoshirō

Nagayo Yoshirō (japanisch 長與 善郎; * 6. August 1888 in der Präfektur Tokio; † 29. Oktober 1961) war ein japanischer Schriftsteller.

## Leben
Nagayo wirkte als Autor für das literarische Magazin Shirakaba. Er wurde vor allem als Dramatiker und Romanautor bekannt mit Stücken wie Kōu to Ryūhō (項羽と劉邦; 1917) und Indara no ko (因陀羅の子; 1920) und dem historischen Roman Takezawa-sensei to iu hito (竹沢先生と云ふ人; 1925). Er verfasste weiterhin zwei Reiseberichte aus der Mandschurei – Shōnen Manshū tokuhon (少年満洲読本) und Manshū no kengaku (満洲の見学) – und legte mit Waga kokoro no henreki (わが心の遍歴) ein autobiographisches Werk vor. Im Westen wurde vor allem Seidō no Kirisutu (青銅の基督, „Der bronzene Christus“; 1923) bekannt, ein Roman über die Christenverfolgung in Japan im 17. Jahrhundert, der auch Vorlage eines Filmdrehbuches wurde.
1959 erhielt Nagayo den Yomiuri-Literaturpreis in der Kategorie Kritiken/Biographien für Waga kokoro no henreki.